# Nicole Maibaum
Nicole Maibaum (* 1971 in Dorsten) ist eine deutsche Autorin und Redakteurin.

## Leben und Wirken
Nicole Maibaum ist Diplom-Pädagogin und lebt in Hamburg.
Maibaum ist als Magazinjournalistin unter anderem für Brigitte, Barbara, Zeit Wissen sowie Freundin tätig.
Als Buchautorin veröffentlichte sie bislang in den Genres Ratgeber (etwa zu den Themen: Liebe, Beziehung, Lebenshilfe und Psychologie), populär-unterhaltendes Sachbuch für Frauen sowie einen Kriminalroman. Zudem war sie Co-Autorin jeweils von Iris Berben und Veronica Ferres und verfasste auf eigene Anregung hin zusammen mit Bettina Wulff deren Autobiografie Jenseits des Protokolls.

## Schriften (Auswahl)
- Schweinerei im Bürgerpark, Diva Verlag 1998, ISBN 978-3-933 76602-1
- 25 Wege, sich an seinem Ex zu rächen und andere Kleinigkeiten, die den Abschied leichter machen. mvg 2005, ISBN 978-3-636-07042-5
- (mit Jan Kern) Job-Knigge für Verliebte, Stark Verlag 2006, ISBN 978-3-86668-459-1
- Sammelsurium für Frauen. mvg 2007, ISBN 978-3-636-06332-8
- (Iris Berben und Nicole Maibaum) Frauen bewegen die Welt. Droemer Knaur 2009, ISBN 978-3-426-78205-7
- (Veronica Ferres und Nicole Maibaum) Kinder sind unser Leben. Droemer Knaur 2011, ISBN 978-3-426-27545-0
- (Bettina Wulff und Nicole Maibaum) Jenseits des Protokolls. Riva 2012, ISBN 978-3-86883-273-0
- Am liebsten Geliebte: Glücklich ohne Ehealltag. Droemer Knaur 2015, ISBN 978-3-426-77664-3

## Rezeption
„Bettina Wulff hat sich für ihr Debüt als Autorin mit einer Professionellen zusammen getan, der Journalistin Nicole Maibaum. Die hat bereits Iris Berben (‚Frauen bewegen die Welt‘) und Veronica Ferres (‚Kinder sind unser Leben‘) die Feder geführt und auch eine Reihe eigener Werke zu Tage befördert, u.a. ‚Am liebsten Geliebte. Glücklich ohne Ehealltag‘ und ‚25 Wege, sich an seinem Ex zu rächen und andere Kleinigkeiten, die den Abschied leichter machen‘, zwei Standardwerke auf dem Gebiet der Lebenshilfe.“

„[…] Buch ‚Frauen bewegen die Welt‘, das die Schauspielerin Iris Berben zusammen mit der Autorin Nicole Maibaum veröffentlicht hat. Darin werden 24 Frauen vorgestellt, die sich für andere einsetzen und die Welt zu einem besseren Ort machen. […] Bei der Lektüre des Buches wird klar, wie viel Mut es kostet, die vielen kleinen Schritte zu gehen, die zu einer friedlicheren Welt führen, wie viele Widerstände und Gefahren zu überwinden sind. […] Eines haben diese 24 Frauen gemeinsam, sie sehen, wo sie gebraucht werden, scheuen die schwierigen Anfänge nicht, neue Wege zu gehen und knicken auch vor Anfeindungen und Drohungen nicht ein. Ein hoffnungsfrohes Buch.“